# Sam André
Samuel Bertil André, mer känd som Sam André, född 11 juni 1908 i Västra Sallerups församling i dåvarande Malmöhus län, död 21 maj 1990 i Längbro församling i Örebro län, var en svensk skolman.
André började som 15-åring vid Stolfabriken AB i Smålandsstenar. År 1930 blev han lärare vid Kristinehamns praktiska skola och studerade vid Handelshögskolan i Stockholm där han diplomerades (DHS) 1938. Han kom till Örebro handelsgymnasium, där han var lärare från 1944, lektor från 1946 och rektor från 1951. Han var även lektor vid Uppsala handelsgymnasium från 1963. Sam André var riddare av Nordstjärneorden (RNO).
Sam André var son till disponenten Oscar André och Adelina Samuelsson. Han gifte sig första gången 1939 med Ingrid Härenstam (1908–1943), dotter till August Härenstam, och fick med henne sonen Ingemar (född 1940). Andra gången gifte han sig 1945 med Ingrid Jansson (1919–2007), dotter till grosshandlaren Birger Jansson och Thea Antonson. Med andra hustrun fick han dottern Gunnel (född 1946) och sonen Erik (född 1949).
Han ligger tillsammans med andra hustrun begraven på Längbro kyrkogård.